# Gerti Pall
Gerti Pall (geboren am 13. März 1932 in Graz; gestorben am 7. Februar 2025 ebenda) war eine österreichische Schauspielerin. Sie spielte von 1951 bis 2015 am Schauspielhaus Graz und wurde zur Kammerschauspielerin ernannt.

## Leben und Wirken
Gerti Pall legte die Matura an der Handelsakademie ab und besuchte die Schauspielschule Neuber-Gaudernak in Graz. Ihr Bühnendebüt gab sie 1951 als Lieschen in Ferdinand Raimunds Der Alpenkönig und der Menschenfeind am Grazer Schauspielhaus. Es folgten Engagements in Stuttgart, Frankfurt am Main, am Staatstheater Hannover und bei den Wiener Festwochen.
Ab 1972 war sie als Ensemblemitglied am Grazer Schauspielhaus verpflichtet. Ihr Repertoire reichte von Klassik über Volksstück bis zur Moderne. Ihre gemeinsamen Auftritte mit dem Grazer Ensemblemitglied Otto David (1931–2012), mit dem sie fast vierzig Jahre immer wieder auf der Bühne stand, galten als „legendär“. Besonderen Eindruck hinterließ sie als Herzogin von Olivarez in Schillers Don Carlos, als Concièrge in der deutschsprachigen Erstaufführung von Frauen am Rande des Nervenzusammenbruchs oder als Avdotja Nasarovna in Iwanow von Anton Tschechow.
In den letzten zehn Jahren ihrer Bühnenlaufbahn übernahm Gerti Pall nochmals eine Vielzahl verschiedener Rollen. In der Spielzeit 2006/07 verkörperte sie die „kühle Pseudoliteratin“ Frau von Cypressenburg in Der Talisman. In der Spielzeit 2007/08 war sie der Teiresias in der Oedipus-Neuinszenierung von Ingo Berk. Weiters war sie in der Radetzkymarsch-Dramatisierung von Andreas Karlaganis und Ingo Berk zu sehen. In der Spielzeit 2009/10 stand Gerti Pall in der deutschsprachigen Erstaufführung von Christopher Hamptons Bühnenfassung des Romans Die Glut von Sándor Márai neben Helmut Lohner auf der Bühne des Grazer Schauspielhauses. In der Grazer Inszenierung von Die Glut gastierte sie im April 2010 am Theater in der Josefstadt in Wien.
Für den ORF war sie von 1953 bis 2000 in über 100 Produktionen als Hörspielsprecherin tätig. Sie wurde auch in Film- und Fernsehproduktionen besetzt, unter anderem in der ORF-Serie Familienrat, in der sie die Ehefrau von Rudolf Buczolich verkörperte, oder im Kinofilm Der Knochenmann von Wolfgang Murnberger aus dem Jahr 2000. Ihre letzte Rolle war eine der sechs Marie-Darstellerinnen in der Woyzeck-Inszenierung von Oliver Frljić.
Gerti Pall war die erste Steirerin, die eine COVID-19-Impfung erhielt. Sie lebte zuletzt im Grazer Pflegewohnheim Aigner-Rollett am Rosenhain, wo sie am 7. Februar 2025 im Alter von 92 Jahren starb.

## Zitat
„Gerti Pall verzückt seit ihrer Premiere vor 51 Jahren das Grazer Publikum in unterschiedlichsten Rollen mit einer enormen künstlerischen Spannweite. Sie trägt die Auszeichnung Volksschauspielerin mit Recht – als eine vom Theatervolk geliebte Künstlerin!“

## Auszeichnungen
- Großes Ehrenzeichen des Landes Steiermark[13]
- 2002: Goldenes Ehrenzeichen der Stadt Graz[2][13]
- 2004: Ernennung zur Kammerschauspielerin[1][14]
- 2016: Bürgerin der Stadt Graz[2][13]